# Club Voleibol Nuestra Señora de la Luz
C.V. Nuestra Señora de la Luz, ou Extremadura Arroyo, est un club espagnol de volley-ball fondé en 1987 et basé à Arroyo de la Luz qui évolue pour la saison 2014-2015 en Superliga Femenina.

## Effectifs

### Saison 2014-2015
Entraîneur :  Adolfo Gómez Díaz